# Marriage (álbum)
Marriage é o terceiro álbum de estúdio da dupla estadunidense de rock Deap Vally. Foi lançado em 19 de novembro de 2021 pela Cooking Vinyl.
O título do álbum faz alusão à forma como as duas integrantes veem seu relacionamento como companheiras de banda; à certa altura, eles até fizeram terapia de casal. Para diminuir a sensação de tédio com a banda, eles decidiram trabalhar com convidados. Marriage traz colaborações com KT Tunstall, Peaches, Jennie Vee (Eagles of Death Metal), Ayse Hassan (Savagaes), Jenny Lee Lindberg (Warpaint) e Jamie Hince (The Kills). Eles se referiram ao álbum como seu "rumspringa".
A dupla pediu aos colaboradores que não sentissem pressão, querendo que as músicas fossem livres e descomprometidas com gêneros específicos. Eles afirmam que ter lançado um álbum com The Flaming Lips (sob a alcunha Dead Lips) não teve influência na abordagem mais colaborativa de Marriage, uma vez que as parcerias já eram contempladas antes de Deap Lips.
O álbum foi gravado em vários locais nos Estados Unidos, incluindo o Studio 606 de Dave Grohl, o estúdio de Allen Salmon em Nashville e o Cave Studio de Josiah Mazzaschi.
A faixa "Billions" questiona a celebração dos bilionários por parte da sociedade e sua influência nos objetivos de vida das pessoas enquanto "Better Run" foi inspirada nos casos de abuso sexual de Harvey Weinstein.

## Recepção
| Críticas profissionais | Críticas profissionais |
| Pontuações agregadas   | Pontuações agregadas   |
| Fonte                  | Avaliação              |
| ---------------------- | ---------------------- |
| AnyDecentMusic?        | 7.5/10                 |
| Metacritic             | 80/100                 |
| Avaliações da crítica  |                        |
| Fonte                  | Avaliação              |
| AllMusic               | [ 2 ]                  |
| Mondo Sonoro           | 7/10                   |
| DIY                    | [ 8 ]                  |
| The Line of Best Fit   | 9                      |

Marriage recebeu críticas em geral favoráveis de críticos garimpados pelo Metacritic. Lá, ele possui uma pontuação média de 80/100 com base em 4 resenhas.
Mark Deming, do AllMusic, escreveu que "embora Deap Vally tenha encontrado novas maneiras de enfeitar sua música em Marriage, no fundo eles não mudaram muito - esta ainda é uma banda de rock inteligente e poderosa com sagacidade afiada e abundância de merecida confiança - mas os detalhes e texturas adicionados fazem a diferença, e esta música aponta para um futuro mais interessante para eles do que se poderia ter imaginado após o Femejism."
Escrevendo para o Mondo Sonoro, Raul Julián disse que a banda "não oferece nada de novo" e que o álbum "não pode ter uma intenção maior do que entreter", mas admitiu que elas fazem o que fazem "muito bem".
Hannah Broughton, de The Line of Best Fit, considerou que "as faixas mais lentas [...] adicionam um novo peso ao ataque da dupla" e que "eles se esforçaram com sucesso para criar algo um pouco diferente". Ela concluiu sua análise dizendo que Marriage "é um álbum impressionantemente equilibrado com altos e baixos [...] o Deap Vally realmente se destacou aqui, abrangendo tudo que você poderia pedir de um álbum de rock."
Ims Taylor, do DIY, disse que "é imediatamente evidente" que a banda está "atingindo uma magnitude nunca alcançada até agora. Eles disseram que o álbum "é o som de Deap Vally voltando para o que os move, e estabelece as bases para sua era mais emocionante até agora."

## Faixas
| N.º            | Título                                                    | Duração |  |
| 1.             | "Perfuction" (Perfução)                                   | 2:56    |  |
| 2.             | "Billions" (Bilhões)                                      | 2:54    |  |
| 3.             | "Magic Medicine" (Remédio Mágico)                         | 3:31    |  |
| 4.             | "I Like Crime" (Eu Gosto de Crime (com Jennie Vee))       | 3:30    |  |
| 5.             | "Phoenix" (Fênix)                                         | 2:57    |  |
| 6.             | "Give Me a Sign" (Dê-me um Sinal)                         | 2:48    |  |
| 7.             | "Better Run" (Melhor Correr)                              | 2:51    |  |
| 8.             | "I'm the Master" (Eu Sou a Mestre)                        | 3:09    |  |
| 9.             | "High Horse" (Nariz Empinado (com KT Tunstall & Peaches)) | 3:25    |  |
| 10.            | "Where Do We Go" (Aonde Vamos)                            | 2:59    |  |
| 11.            | "Tsunami"                                                 | 2:25    |  |
| 12.            | "Look Away" (Desvie o Olhar (com Jenny Lee Lindberg))     | 4:36    |  |
| Duração total: | Duração total:                                            | 38:01   |  |